# Primera División 1939 (Uruguay)
Het seizoen 1939 van de Primera División was het 36e seizoen van de hoogste Uruguayaanse voetbalcompetitie.

## Teams
Er namen elf ploegen deel aan de Primera División tijdens het seizoen 1939. Dit waren dezelfde ploegen als vorig seizoen; er was wel promotie vanuit de Divisional Intermedia mogelijk, maar de kampioen van die competitie wist vorig seizoen de promotie/degradatiewedstrijden tegen Liverpool FC niet te winnen.
| Club                      | Stad       | Stadion                              | Vorig seizoen |
| ------------------------- | ---------- | ------------------------------------ | ------------- |
| CA Bella Vista            | Montevideo | Parque José Nasazzi                  | 5e            |
| Central FC                | Montevideo | Estadio Parque Palermo               | 3e            |
| CA Defensor               | Montevideo | Parque Rodó                          | 6e            |
| Liverpool FC              | Montevideo | Estadio Belvedere                    | 11e           |
| Montevideo Wanderers FC   | Montevideo | Estadio Parque Alfredo Víctor Viera  | 4e            |
| Club Nacional de Football | Montevideo | Estadio Centenario                   | 2e            |
| CA Peñarol                | Montevideo | Estadio Centenario                   | 1e            |
| Racing Club de Montevideo | Montevideo | Cancha Reducto                       | 8e            |
| Rampla Juniors FC         | Montevideo | Parque Nelson                        | 10e           |
| CA River Plate            | Montevideo | Estadio Parque Federico Omar Saroldi | 7e            |
| IA Sud América            | Montevideo | Estadio Parque Carlos Ángel Fossa    | 9e            |

## Competitie-opzet
Alle clubs speelden tweemaal tegen elkaar. De ploeg met de meeste punten werd kampioen. De ploeg die laatste werd moest het in de nacompetitie opnemen tegen de kampioen van de Divisional Intermedia, met een plekje in de Primera División van volgend seizoen als inzet.

### Kwalificatie voor internationale toernooien
De winnaar van de competitie plaatste zich voor de Copa Ricardo Aldao (afgekort tot Copa Aldao). Deze beker werd betwist tussen de landskampioenen van Argentinië en Uruguay om zo te bepalen wie zich de beste Rioplatensische ploeg zou mogen noemen.

### Torneo de Honor
Voorafgaand aan het seizoen werd het Torneo de Honor gespeeld tussen de ploegen in de Primera División. Dit toernooi werd gewonnen door Club Nacional de Football.

### Eerste seizoenshelft
CA Peñarol en Club Nacional de Football - die samen de laatste zeven landstitels hadden verdeeld - begonnen allebei slecht aan de competitie. Na twee wedstrijden stonden beide rivalen als enige clubs nog zonder punten. In de derde week boekte Peñarol hun eerste zege; Nacional volgde een week later. Op dat moment stond CA River Plate er het beste voor, zij hadden nog maar één verliespunt. De daaropvolgende wedstrijden wist River Plate echter niet te winnen, maar een overwinning op Peñarol tijdens de zevende speelronde bracht ze weer terug in de titelstrijd. Nacional had inmiddels door een vierde opeenvolgende overwinning de koppositie weten te pakken. Twee wedstrijden later verloren ze echter zelf van Peñarol, waardoor de Aurinegros op gelijke hoogte konden komen. Ook Montevideo Wanderers FC had op dat moment evenveel punten als beide rivalen, maar door een remise en een nederlaag raakten ze de leiding kwijt.
Halverwege het seizoen gingen Peñarol en Nacional samen aan kop met dertien punten. Zij werden op de voet gevolgd door Montevideo Wanderers, River Plate en IA Sud América die allemaal twaalf punten hadden. Liverpool FC had slechts zes punten (twee gewonnen, twee gelijk en zes verloren) en stond laatste in het klassement.

### Tweede seizoenshelft
Co-leiders Peñarol en Nacional begonnen de tweede seizoenshelft met winst, maar de daaropvolgende wedstrijd verspeelden ze allebei punten; Nacional won weliswaar met 6–1 van Racing Club de Montevideo, maar omdat ze een niet-speelgerechtigde speler hadden opgesteld werd de overwinning aan Racing toegekend. Peñarol speelde gelijk tegen Montevideo Wanderers die week. De twee daaropvolgende wedstrijden verspeelden beide clubs wederom punten, zodat ze na vijftien speelrondes weer gelijk stonden. Op de derde plaats stond op dat moment Central FC met twee punten minder.
De drie daaropvolgende wedstrijden wonnen Peñarol en Nacional allebei. Door puntverlies van de andere ploegen (Montevideo Wanderers stond derde met vijf punten achterstand) werd de titelstrijd een tweestrijd tussen deze twee ploegen. Nacional verloor vervolgens van CA Defensor, maar wist Peñarol een wedstrijd later weer te achterhalen door ze in een onderling duel te verslaan. Daarna lieten beide clubs geen steek meer vallen, waardoor ze op een gedeelde eerste plek eindigden in de stand.
Montevideo Wanderers behield ondanks twee nederlagen in de laatste rondes de derde plaats. Drie punten daarachter volgde een kwartet ploegen, waarvan Liverpool het beste doelsaldo had. De Negriazules hadden in de tweede speelronde het meeste punten behaald na Peñarol en Nacional en zich daardoor van de laatste naar de vierde plek opgewerkt. Sud América en CA Bella Vista hadden in de terugronde juist het slechtst gepresteerd (allebei maar één keer gewonnen) en zakten naar de laatste plekken. Bella Vista had nog een puntje minder dan Sud América en werd dus veroordeeld tot de nacompetitie.

### Eindstand
|     | Club                      | Sp. | W  | G | V  | Pnt. | DV | DT | DS  |
| --- | ------------------------- | --- | -- | - | -- | ---- | -- | -- | --- |
| 1.  | Club Nacional de Football | 20  | 13 | 2 | 5  | 28   | 60 | 17 | +43 |
| 2.  | CA Peñarol                | 20  | 13 | 2 | 5  | 28   | 56 | 25 | +31 |
| 3.  | Montevideo Wanderers FC   | 20  | 7  | 8 | 5  | 22   | 33 | 28 | +5  |
| 4.  | Liverpool FC              | 20  | 8  | 3 | 9  | 19   | 29 | 31 | –3  |
| 5.  | CA River Plate            | 20  | 6  | 7 | 7  | 19   | 25 | 30 | –5  |
| 6.  | CA Defensor               | 20  | 6  | 7 | 7  | 19   | 29 | 44 | –14 |
| 7.  | Racing Club de Montevideo | 20  | 6  | 7 | 7  | 19   | 28 | 45 | –17 |
| 8.  | Central FC                | 20  | 6  | 6 | 8  | 18   | 23 | 42 | –19 |
| 9.  | Rampla Juniors FC         | 20  | 6  | 5 | 9  | 17   | 36 | 42 | –6  |
| 10. | IA Sud América            | 20  | 5  | 6 | 9  | 16   | 36 | 37 | –1  |
| 11. | CA Bella Vista            | 20  | 5  | 5 | 10 | 15   | 27 | 41 | –14 |

### Legenda
| Kleur | Kwalificatie voor                                          |
| ----- | ---------------------------------------------------------- |
|       | Beslissingswedstrijd om titel                              |
|       | Play-offs tegen degradatie naar Divisional Intermedia 1940 |

### Beslissingswedstrijd
De beslissingswedstrijd om de landstitel werd op 28 april 1940 gespeeld. Na de reguliere speeltijd was de stand 1–1, maar in de verlenging wist Nacional de wedstrijd naar zich toe te trekken. Hiermee voorkwamen ze een vijfde kampioenschap in successie voor Peñarol. Het was het veertiende landskampioenschap voor Nacional, waarmee ze op gelijke hoogte kwamen met Peñarol. Nacional kwalificeerde zich ook voor de Copa Aldao.
|               |                                  |            |                   |                                                                                             |
| 28 april 1940 | Club Nacional de Football        | 3 - 2 n.v. | CA Peñarol        | Estadio Centenario, Montevideo Toeschouwers: 42.100 Scheidsrechter: Aníbal Tejada (Uruguay) |
| 28 april 1940 | Arispe 39' Volpi 98' García 103' |            | 39', 110' Camaití | Estadio Centenario, Montevideo Toeschouwers: 42.100 Scheidsrechter: Aníbal Tejada (Uruguay) |

| Winnaar Primera División 1939       |
| ----------------------------------- |
| Club Nacional de Football 14e titel |

### Play-offs
Hekkensluiter CA Bella Vista nam het op tegen CA Progreso, de kampioen van de Divisional Intermedia, om deelname aan de Primera División van volgend seizoen. De play-offs werden gespeeld over twee wedstrijden. Indien beide ploegen eenmaal wonnen (of beide duels eindigden gelijk), dan werd er een beslissingsduel gespeeld.
|          |             |       |                |            |
| Heenduel | CA Progreso | 2 - 1 | CA Bella Vista | Montevideo |
| Heenduel |             |       |                | Montevideo |

|           |                |       |             |            |
| Terugduel | CA Bella Vista | 2 - 0 | CA Progreso | Montevideo |
| Terugduel |                |       |             | Montevideo |

2–2 op basis van wedstrijdpunten, een beslissingsduel moest worden gespeeld.
|                 |                |       |             |            |
| Beslissingsduel | CA Bella Vista | 3 - 0 | CA Progreso | Montevideo |
| Beslissingsduel |                |       |             | Montevideo |

CA Bella Vista blijft in de Primera División. CA Progreso blijft in de Divisional Intermedia.

#### Topscorers
De topscorerstitel ging met 21 doelpunten naar Atilio García van Club Nacional de Football. Het was de tweede topscorerstitel op rij voor de Argentijn.
| №  | Speler        | Club                      | Goals |
| -- | ------------- | ------------------------- | ----- |
| 1. | Atilio García | Club Nacional de Football | 21    |

1900 · 1901 · 1902 · 1903 · 1904 · 1905 · 1906 · 1907 · 1908 · 1909 · 1910 · 1911 · 1912 · 1913 · 1914 · 1915 · 1916 · 1917 · 1918 · 1919 · 1920 · 1921 · 1922 · 1923 · 1924 · 1925 · 1926 · 1927 · 1928 · 1929 · 1930 · 1931 · 1932 · 1933 · 1934 · 1935 · 1936 · 1937 · 1938 · 1939 · 1940 · 1941 · 1942 · 1943 · 1944 · 1945 · 1946 · 1947 · 1948 · 1949 · 1950 · 1951 · 1952 · 1953 · 1954 · 1955 · 1956 · 1957 · 1958 · 1959 · 1960 · 1961 · 1962 · 1963 · 1964 · 1965 · 1966 · 1967 · 1968 · 1969 · 1970 · 1971 · 1972 · 1973 · 1974 · 1975 · 1976 · 1977 · 1978 · 1979 · 1980 · 1981 · 1982 · 1983 · 1984 · 1985 · 1986 · 1987 · 1988 · 1989 · 1990 · 1991 · 1992 · 1993 · 1994 · 1995 · 1996 · 1997 · 1998 · 1999 · 2000 · 2001 · 2002 · 2003 ·  2004 · 2005 · 2005/06 · 2006/07 · 2007/08 · 2008/09 · 2009/10 · 2010/11 ·  2011/12 · 2012/13 · 2013/14 · 2014/15 · 2015/16 · 2016 · 2017 · 2018 · 2019 · 2020 · 2021 · 2022 · 2023